# Crosey-le-Grand
 Crosey-le-Grand  es una población y comuna francesa, en la región de Franco Condado, departamento de Doubs, en el distrito de Montbéliard y cantón de Clerval.

## Demografía
| 178 | 165 | 154 | 181 | 150 | 178 |
| Para los censos de 1962 a 1999 la población legal corresponde a la población sin duplicidades (Fuente: INSEE [Consultar]) |     |     |     |     |     |